# Rochus Gliese
Rochus Gliese (Berlino, 6 gennaio 1891 – Berlino, 22 dicembre 1978) è stato uno scenografo, regista e attore tedesco.

## Biografia
Ha ottenuto la nomination ai Premi Oscar 1929 nella categoria migliore scenografia per Aurora.

## Filmografia

### Scenografo
- Der Golem, regia di Henrik Galeen e Paul Wegener - production designer (1915)
- Rubezahl's Hochzeit, regia di Paul Wegener e di Rochus Gliese (1916)
- Der Yoghi, regia di Rochus Gliese e Paul Wegener (1916)
- Hans Trutz nel paese di cuccagna (Hans Trutz im Schlaraffenland), regia di Paul Wegener (1917)
- Der Golem und die Tänzerin, regia di Rochus Gliese e Paul Wegener (1917)
- Apokalypse, regia di Rochus Gliese (1918)
- Der fremde Fürst, regia di Paul Wegener (1918)
- Der Antiquar von Straßburg, regia di Georg Victor Mendel (1918)
- Der Rattenfänger von Hameln, regia di Paul Wegener - production designer (1918)
- Malaria, regia di Rochus Gliese (1919)
- La principessa delle ostriche (Die Austernprinzessin), regia di Ernst Lubitsch - production designer (1919)
- La sbornia (Rausch), regia di Ernst Lubitsch (1919)
- Steuermann Holk, regia di Rochus Gliese e Ludwig Wolff (1920)
- Katharina die Große, regia di Reinhold Schünzel - production designer (1920)
- Die Sängerin, regia di Georg Burghardt (1921)
- La terra che brucia (Der brennende Acker), regia di Friedrich Wilhelm Murnau (1922)
- Alexandra, regia di Theo Frenkel (1922)
- Der Kampf ums Ich, regia di Heinrich Brandt (1922)
- Das Liebesnest 1, regia di Rudolf Walther-Fein (1921)
- Das brennende Geheimnis, regia di Rochus Gliese (1923)
- L'espulsione (Die Austreibung), regia di Friedrich Wilhelm Murnau (1923)
- Finanze del granduca (Die Finanzen des Großherzogs), regia di Friedrich Wilhelm Murnau (1924)
- Aurora (Sunrise: A Song of Two Humans), regia di Friedrich Wilhelm Murnau (1927)
- The Main Event, regia di William K. Howard (1927)
- Die Jagd nach dem Glück, regia di Rochus Gliese (1930)
- Eine Stadt steht kopf , regia di Gustaf Gründgens - production designer (1933)
- Der Tanz auf dem Vulkan, regia di Hans Steinhoff - production designer (1938)
- Ein Walzer mit dir, regia di Hubert Marischka (1943)
- Hanna Amon, regia di Veit Harlan - production designer (1951)
- Ein Polterabend, regia di Curt Bois - production designer (1955)
- Fidelio, regia di Walter Felsenstein - production designer (1956)
- Hermann und Dorothea tv movie - production designer

### Regista
- Rubezahl's Hochzeit, co-regia di Paul Wegener (1916)
- Der Yoghi. co-regia di Paul Wegener (1916)
- Die schöne Prinzessin von China (1917)
- Der papierene Peter (1917)
- Der Golem und die Tänzerin, co-regia di Paul Wegener (1917)
- Apokalypse (1918)
- Malaria, regia di Rochus Gliese (1919)
- Der Galeerensträfling, co-regia di Paul Wegener (1919)
- Steuermann Holk, co-regia di Ludwig Wolff (1920)
- Der verlorene Schatten (1921)
- Herzog Ferrantes Ende, co-regia di Paul Wegener (1922)
- Das brennende Geheimnis (1923)
- Komödie des Herzens (1924)
- Die gefundene Braut (1925)
- Der rosa Diamant (1926)
- Uomini di domenica (Menschen am Sonntag), co-regia di Kurt Siodmak, Robert Siodmak, Edgar G. Ulmer e Fred Zinnemann (1930)
- Die Jagd nach dem Glück (1930)